# Ferrari 315 S
Ferrari 315 S або Ferrari 315 S Scaglietti Spyder — перегоновий автомобіль, що виготовлявся компанією Ferrari у 1957 році. Ця модель повинна була стати наступником автомобіля Ferrari 290 MM, який виграв Mille Miglia 1956 року.

## Характеристики
Конструкція Ferrari 315 S мала поздовжнє фронтальне розміщення двигуна V12 з розвалом рядів циліндрів у 60° та двома клапанами на циліндр й чотирма розподільними валами верхнього розташування та робочим об'ємом 3783,40 см³. Максимальна потужність становила 355 к. с. (265 кВт) при 7800 об/хв, що забезпечувало максимальну швидкість автомобіля у 290 км/год.

## Участь у перегонах
Пілоти на Ferrari 315 S зайняли перші дві позиції в Mille Miglia 1957 (П'єро Таруффі став переможцем у своїй останній гонці, за ним фінішував Вольфганг фон Тріпс). Крім того, 315 S фінішував шостим і сьомим на Sebring International Raceway, третім на Нюрбургрингу і п'ятим у Ле-Мані, але потім був значною мірою замінений на 335 S. Перемога Ferrari 335 S у Венесуелі та припинення участі команди Maserati дали команді Ferrari можливість виграти чемпіонат світу серед спортивних автомобілів у 1957 році.
Зміни в правилах Чемпіонату світу серед спортивних автомобілів із уведенням обмеження робочого об'єму двигунів 3-ма літрами у 1958 році обумовили заміну 315 S на 250 Testa Rossa.

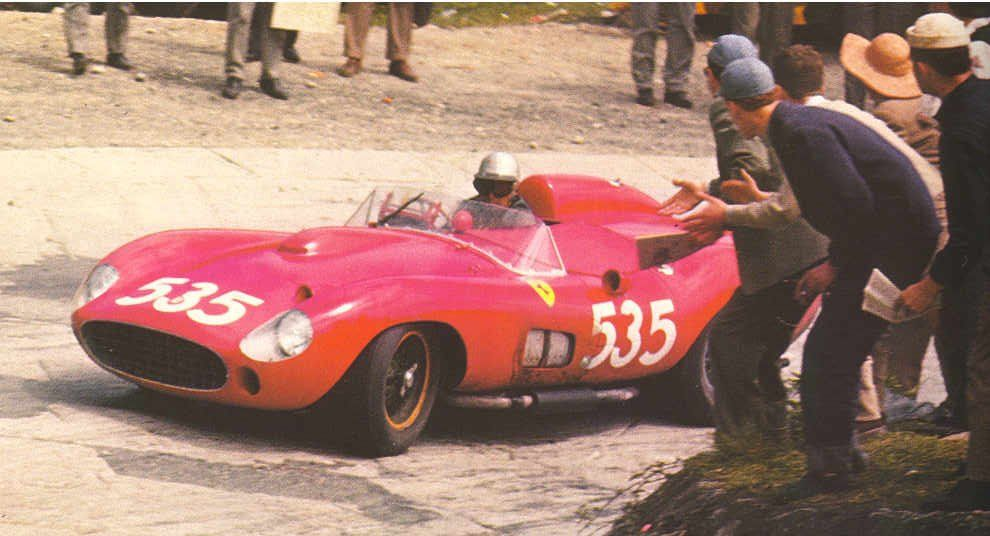
П'єро Таруффі під час 1957 Mille Miglia